# Låt oss älska

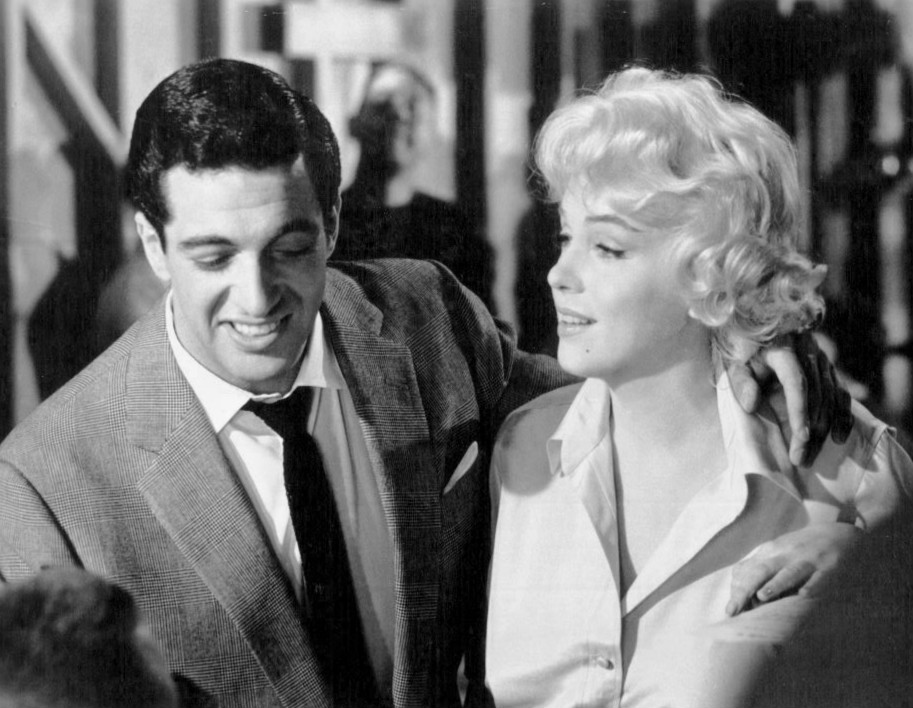
Frankie Vaughan och Marilyn Monroe i filmen Låt oss älska (1960)

Låt oss älska (engelska: Let's Make Love) är en amerikansk långfilm från 1960 i regi av George Cukor, med Marilyn Monroe, Yves Montand, Tony Randall och Frankie Vaughan i rollerna.

## Handling
Miljardären Jean-Marc Clement (Yves Montand) får reda på att en satirisk musikal om honom ska sättas upp. Han åker ner till teatern och får se Amanda Dell (Marilyn Monroe) öva på Cole Porter-sången "My Heart Belongs to Daddy". Regissören får syn på Clement och tror han är en vanlig skådespelare, och tycker han skulle funka att spela huvudrollen (som sig själv). Clement accepterar rollen och gör allt för att hålla sig nära Amanda.

## Rollista
| Marilyn Monroe     | – Amanda Dell       |
| Yves Montand       | – Jean-Marc Clement |
| Tony Randall       | – Alexander Coffman |
| Frankie Vaughan    | – Tony Danton       |
| Wilfrid Hyde-White | – George Welch      |
| David Burns        | – Oliver Burton     |
| Michael David      | – Dave Kerry        |
| Mara Lynn          | – Lily Nyles        |
| Dennis King Jr.    | – Abe Miller        |
| Joe Besser         | – Charlie Lamont    |